# 野口二郎

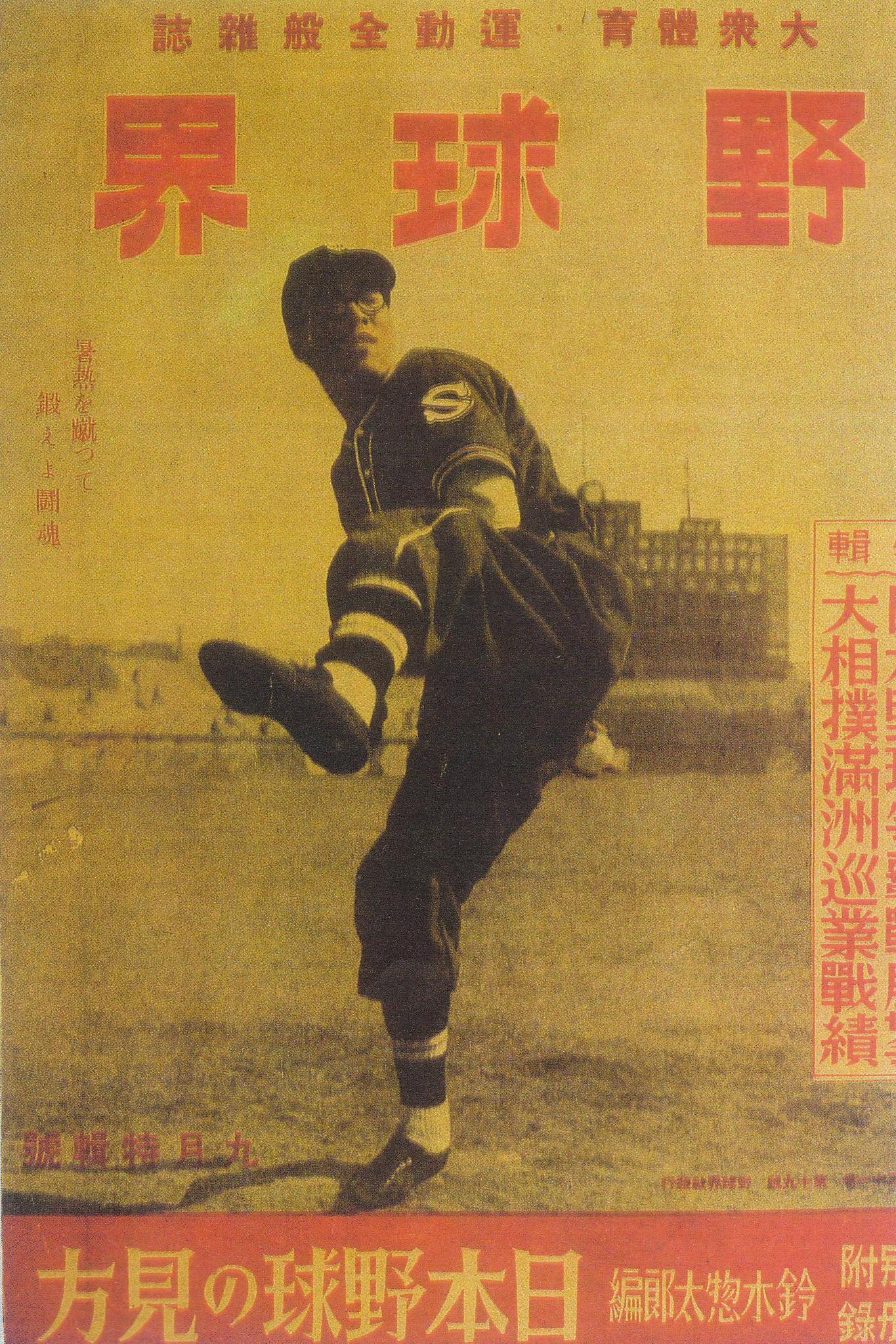
雑誌『野球界』1941年9月号の表紙を飾る野口

野口 二郎（のぐち じろう、1920年1月6日 - 2007年5月21日）は、日本のプロ野球選手。愛知県名古屋市生まれ。
通算237勝。シーズン無四球（13無四球）、シーズン完封（19完封）の日本記録保持者。また、史上3人目のシーズン防御率0点台を達成した。
明、二郎、昇、渉とプロ野球選手を輩出した野口四兄弟の次兄。中等学校野球で2度の優勝を飾り、プロ入り後は多投の中で好記録を残したことから「鉄腕」と称された。
また、投打に活躍した「二刀流選手」でもあった。

## 来歴・人物
中京商業学校（現・中京大学附属中京高等学校）時代は1937年夏と1938年春の甲子園大会で瀧正男とバッテリーを組み、主戦投手として優勝。1937年夏の決勝は川上哲治の熊本工業学校に投げ勝つ。1938年春は、ノーヒットノーラン1試合（対海草中学）を含む4試合連続完封勝利という選抜大会記録を作る。
中京商から旧制法政大学に進むが中退し1939年に東京セネタースに入団。1年目に33勝をあげると、翌1940年も33勝、さらに防御率0.93で最優秀防御率のタイトルを獲得。1942年5月23日の朝日戦ではあわやノーヒットノーランの快投を演じた。林安夫に安打を打たれ大記録はならなかったが、翌24日の対名古屋軍戦（後楽園球場）も先発登板する。この試合では当時世界最長の延長28回を344球で先発完投（名古屋軍の先発投手・西沢道夫も共に完投）。前日との完投と合わせて37回の連投だった。同年は66試合に登板しリーグ1位の40勝、264奪三振を記録した。シーズン40勝はヴィクトル・スタルヒン・稲尾和久（ともに42勝）に次ぐ記録で、戦後の一時期にスタルヒンの記録が40勝とされていたときには日本記録保持者でもあった。この年のシーズン19完封は翌年に藤本英雄がタイ記録を作ったものの、現在もプロ野球タイ記録。翌1943年25勝をあげて応召。
戦後の1946年に阪急に復帰。1947年には56試合に登板し24勝とタフさは変わらぬように見えたが、応召によって筋力は低下しており、以後徐々に打者としての出場が増加していったが、1946年に当時日本記録の31試合連続安打（8月29日 - 10月26日）を記録した。1953年限りで選手を引退。
投手として実働12年で登板517試合、通算237勝。特に戦前・戦中は5年間で平均登板58試合、平均勝数31勝、平均投球回数は419回に及び、「鉄腕」の名にふさわしいタフネスぶりを発揮した。
また、速球投手であったとされ、昭和の野球漫画ではスタルヒンと並んで戦前の速球投手の1人としてしばしば名前が挙がった。
一方、打者としても優秀であり、登板しない日は野手として出場するという「二刀流」を10年以上続けた。また、高校野球でよく見られるような、野手として先発出場した日にリリーフ登板する試合もあった。規定投球回数と規定打席の両方を満たしたシーズンが6回あり、そのうち1940年と1946年は両方でベスト10入りしている。上記の通り連続試合安打記録を樹立するなどし、通算830安打を記録。
プロ通算237勝は甲子園大会で優勝経験のある投手としては最多勝記録であり、NPBの200勝投手の中で春の選抜甲子園または夏の甲子園の優勝投手でもあるのは野口二郎（1937年夏、1938年春・プロ237勝）と平松政次（1965年春・プロ201勝）の2人だけである。そして、200勝投手の中でプロで現役選手として優勝を経験していないのもまた野口と平松のみである（いずれも2024年時点）。
1950年の与四球14は2022年に加藤貴之に更新されるまでシーズン規定投球回到達者の最小与四球記録だった。
大正生まれのため、200勝投手ではあるが名球会への入会資格対象外となっている。
引退後は毎日・阪急のコーチ、近鉄二軍監督などを歴任した。西本幸雄と親しく、これらの球団でも西本が監督のときにコーチなどを務めることが多かった。後に西本は「野球の経歴は彼の方がよっぽど輝かしいが、偉ぶることもなく献身的に支えてくれた」とふりかえった。1989年に野球殿堂入り。
2007年5月21日に肺炎のため兵庫県宝塚市の病院で死去。87歳没。

## 連続試合安打記録
阪急時代の1946年8月29日から10月26日にかけて、野口は出場した31試合連続安打の記録を達成したが、これは当時の日本プロ野球記録だった。翌10月27日の対巨人戦において、巨人の先発藤本英雄に75球の当時の日本最少投球記録でチームは完封負けしており、野口も藤本に3打席無安打に抑えられ、連続試合安打記録は途切れている。
達成当時は日本記録として知られることはなく、翌1947年に金星スターズの坪内道則が25試合連続安打を記録した際にはこれが日本記録とされている（その後、中日ドラゴンズの西沢道夫も1949年に野口の記録発掘前にタイ記録を達成）。これは野口が野手ではなく、投手だったために試合出場が飛び飛びであった事が理由で見落とされたと考えられ（とは言え、1946年シーズン104試合中96試合に出場しているのでその理由も信憑性は薄く、戦後まもなくであり記録の把握が十分にされていなかっただけと思われる）、1949年に日本プロ野球の記録に関する再調査が行われた際に、野口が記録していたことが判明している。この記録を「発見」したのはパ・リーグ記録員だった瀬上保男だったが、当時は同じく記録員の山内以九士によるものとされ、瀬上が自身であることを公表したのは1991年のことだった。この発表はシーズン中におこなわれたため、野口はリーグに記録と表彰を申請し、シーズン最終日に特別表彰が実施された。
連続試合安打記録中の野口の記録は、31試合で131打数48安打で、二塁打3本、三塁打3本 本塁打0本、15打点、打率.368。この間、投手として13試合に登板、5勝5敗の成績で、うち7試合に先発し3試合に完投、12奪三振、自責点12で防御率は2.60だった。
この年、野口は投手として20試合に先発している一方で、57試合で外野手として先発出場している。
野口は坪内の26試合連続安打記録のかかった1947年9月6日対金星戦に登板して、坪内を4打数0安打で抑えて連続試合安打記録を止めており、結果として自分が記録していたことを知らずに、自らの投球で自らの記録を守った形になった。
1971年7月6日、阪急の長池徳二が野口の記録を更新したが、この時野口は阪急のコーチをつとめており、記録達成の場に居合わせることになった。

## 詳細情報

### 年度別投手成績
| 年 度      | 球 団             | 登 板 | 先 発 | 完 投 | 完 封 | 無 四 球 | 勝 利 | 敗 戦 | セ 丨 ブ | ホ 丨 ル ド | 勝 率 | 打 者 | 投 球 回 | 被 安 打 | 被 本 塁 打 | 与 四 球 | 敬 遠 | 与 死 球 | 奪 三 振 | 暴 投 | ボ 丨 ク | 失 点 | 自 責 点 | 防 御 率 | W H I P |
| ---------- | ----------------- | ----- | ----- | ----- | ----- | -------- | ----- | ----- | -------- | ----------- | ----- | ----- | -------- | -------- | ----------- | -------- | ----- | -------- | -------- | ----- | -------- | ----- | -------- | -------- | ------- |
| 1939       | 東京セネタース 翼 | 69    | 45    | 38    | 8     | 5        | 33    | 19    | --       | --          | .635  | 1824  | 459.0    | 364      | 17          | 108      | --    | 5        | 221      | 3     | 0        | 128   | 104      | 2.04     | 1.03    |
| 1940       | 東京セネタース 翼 | 57    | 31    | 29    | 7     | 6        | 33    | 11    | --       | --          | .750  | 1466  | 387.0    | 245      | 7           | 65       | --    | 4        | 273      | 0     | 1        | 67    | 40       | 0.93     | 0.80    |
| 1941       | 大洋軍 西鉄軍     | 48    | 26    | 25    | 10    | 0        | 25    | 12    | --       | --          | .676  | 1275  | 338.0    | 201      | 5           | 85       | --    | 1        | 168      | 0     | 1        | 44    | 33       | 0.88     | 0.85    |
| 1942       | 大洋軍 西鉄軍     | 66    | 48    | 41    | 19    | 5        | 40    | 17    | --       | --          | .702  | 1991  | 527.1    | 299      | 6           | 108      | --    | 2        | 264      | 1     | 0        | 90    | 70       | 1.19     | 0.77    |
| 1943       | 大洋軍 西鉄軍     | 51    | 39    | 37    | 10    | 7        | 25    | 12    | --       | --          | .676  | 1485  | 385.0    | 278      | 11          | 84       | --    | 0        | 140      | 1     | 1        | 78    | 62       | 1.45     | 0.94    |
| 1946       | 阪急              | 33    | 20    | 13    | 2     | 2        | 13    | 14    | --       | --          | .481  | 852   | 212.0    | 194      | 9           | 47       | --    | 1        | 39       | 1     | 0        | 76    | 63       | 2.67     | 1.14    |
| 1947       | 阪急              | 56    | 41    | 33    | 4     | 9        | 24    | 17    | --       | --          | .585  | 1486  | 382.0    | 321      | 14          | 57       | --    | 1        | 86       | 0     | 0        | 108   | 96       | 2.26     | 0.99    |
| 1948       | 阪急              | 41    | 34    | 24    | 3     | 13       | 14    | 16    | --       | --          | .467  | 1182  | 297.0    | 273      | 14          | 42       | --    | 2        | 66       | 1     | 0        | 116   | 97       | 2.94     | 1.06    |
| 1949       | 阪急              | 30    | 13    | 6     | 0     | 1        | 10    | 6     | --       | --          | .625  | 697   | 166.1    | 184      | 15          | 21       | --    | 1        | 55       | 0     | 0        | 76    | 66       | 3.56     | 1.23    |
| 1950       | 阪急              | 35    | 18    | 10    | 2     | 7        | 15    | 9     | --       | --          | .625  | 750   | 181.2    | 190      | 20          | 14       | --    | 1        | 61       | 0     | 0        | 85    | 64       | 3.16     | 1.12    |
| 1951       | 阪急              | 19    | 5     | 3     | 0     | 2        | 4     | 5     | --       | --          | .444  | 315   | 75.1     | 84       | 9           | 11       | --    | 0        | 14       | 1     | 0        | 43    | 40       | 4.74     | 1.26    |
| 1952       | 阪急              | 12    | 1     | 0     | 0     | 0        | 1     | 1     | --       | --          | .500  | 151   | 36.2     | 44       | 6           | 5        | --    | 0        | 8        | 0     | 0        | 21    | 17       | 4.14     | 1.34    |
| 通算：12年 | 通算：12年        | 517   | 321   | 259   | 65    | 57       | 237   | 139   | --       | --          | .630  | 13474 | 3447.1   | 2677     | 133         | 647      | --    | 18       | 1395     | 8     | 3        | 932   | 752      | 1.96     | 0.96    |

- 各年度の太字はリーグ最高、赤太字はNPBにおける歴代最高
- セネタースは、1940年途中に翼（翼軍）に球団名を変更
- 大洋（大洋軍）は、1943年に西鉄（西鉄軍）に球団名を変更

### 年度別打撃成績
| 年 度      | 球 団             | 試 合 | 打 席 | 打 数 | 得 点 | 安 打 | 二 塁 打 | 三 塁 打 | 本 塁 打 | 塁 打 | 打 点 | 盗 塁 | 盗 塁 死 | 犠 打 | 犠 飛 | 四 球 | 敬 遠 | 死 球 | 三 振 | 併 殺 打 | 打 率 | 出 塁 率 | 長 打 率 | O P S |
| ---------- | ----------------- | ----- | ----- | ----- | ----- | ----- | -------- | -------- | -------- | ----- | ----- | ----- | -------- | ----- | ----- | ----- | ----- | ----- | ----- | -------- | ----- | -------- | -------- | ----- |
| 1939       | 東京セネタース 翼 | 92    | 384   | 346   | 31    | 87    | 11       | 3        | 0        | 104   | 26    | 14    | --       | 3     | 2     | 33    | --    | 0     | 9     | --       | .251  | .317     | .301     | .617  |
| 1940       | 東京セネタース 翼 | 96    | 364   | 335   | 32    | 87    | 6        | 2        | 0        | 97    | 34    | 17    | --       | 3     | 2     | 24    | --    | 0     | 14    | --       | .260  | .309     | .290     | .599  |
| 1941       | 大洋軍 西鉄軍     | 79    | 273   | 248   | 12    | 46    | 4        | 1        | 1        | 55    | 26    | 5     | --       | 4     | --    | 21    | --    | 0     | 7     | --       | .185  | .249     | .222     | .471  |
| 1942       | 大洋軍 西鉄軍     | 91    | 327   | 315   | 26    | 68    | 9        | 1        | 0        | 79    | 23    | 6     | 0        | 0     | --    | 12    | --    | 0     | 7     | --       | .216  | .245     | .251     | .495  |
| 1943       | 大洋軍 西鉄軍     | 65    | 257   | 237   | 29    | 60    | 3        | 2        | 0        | 67    | 26    | 1     | 0        | 0     | --    | 20    | --    | 0     | 2     | --       | .253  | .311     | .283     | .594  |
| 1946       | 阪急              | 96    | 352   | 336   | 35    | 100   | 10       | 7        | 1        | 127   | 44    | 8     | 1        | 0     | --    | 16    | --    | 0     | 8     | --       | .298  | .330     | .378     | .708  |
| 1947       | 阪急              | 89    | 225   | 207   | 17    | 45    | 6        | 2        | 1        | 58    | 20    | 5     | 3        | 0     | --    | 18    | --    | 0     | 5     | --       | .217  | .280     | .280     | .560  |
| 1948       | 阪急              | 108   | 332   | 310   | 33    | 81    | 10       | 1        | 2        | 99    | 36    | 18    | 4        | 0     | --    | 21    | --    | 1     | 14    | --       | .261  | .310     | .319     | .630  |
| 1949       | 阪急              | 121   | 426   | 394   | 42    | 109   | 15       | 4        | 0        | 132   | 54    | 8     | 2        | 0     | --    | 31    | --    | 0     | 9     | --       | .277  | .329     | .335     | .664  |
| 1950       | 阪急              | 107   | 342   | 332   | 28    | 86    | 16       | 1        | 3        | 113   | 41    | 8     | 3        | 1     | --    | 9     | --    | 0     | 11    | 11       | .259  | .279     | .340     | .619  |
| 1951       | 阪急              | 77    | 183   | 176   | 19    | 39    | 2        | 0        | 1        | 44    | 18    | 3     | 0        | 0     | --    | 7     | --    | 0     | 4     | 6        | .222  | .251     | .250     | .501  |
| 1952       | 阪急              | 69    | 122   | 105   | 10    | 21    | 1        | 1        | 0        | 24    | 18    | 1     | 0        | 3     | --    | 14    | --    | 0     | 9     | 4        | .200  | .294     | .229     | .523  |
| 1953       | 阪急              | 8     | 7     | 7     | 2     | 1     | 0        | 0        | 0        | 1     | 2     | 0     | 0        | 0     | --    | 0     | --    | 0     | 2     | 0        | .143  | .143     | .143     | .286  |
| 通算：13年 | 通算：13年        | 1098  | 3594  | 3348  | 316   | 830   | 93       | 25       | 9        | 1000  | 368   | 94    | 13       | 14    | 4     | 226   | --    | 1     | 101   | 21       | .248  | .296     | .299     | .594  |

- セネタース（東京セネタース）は、1940年途中に翼（翼軍）に球団名を変更
- 大洋（大洋軍）は、1943年に西鉄（西鉄軍）に球団名を変更

### タイトル
- 最多勝利：1回 （1942年）
- 最優秀防御率：2回 （1940年、1941年）※2年連続は歴代3位タイ
- 最多奪三振：1回 （1942年）※当時連盟表彰なし

### 表彰
- 野球殿堂競技者表彰（1989年）

### 記録
- 2年連続防御率0点台（1940年-1941年、史上唯一）
- シーズン19完封勝利（1942年。藤本英雄と並ぶ世界タイ記録）
- シーズン13無四球試合（1948年）
- シーズン14与四球（1950年）※規定投球回数到達者最少記録の歴代2位。2022年までのプロ野球記録[7]。
- 54.1投球回連続無四死球（1950年10月22日 - 11月19日）
- 1試合344投球数（1942年5月24日、プロ野球記録）※延長28回での記録
- 31試合連続安打（1946年8月29日 - 10月26日）※歴代3位。達成当時はプロ野球記録。
- 1000試合出場：1951年9月1日（9人目）
- 毎回奪三振：1940年5月6日、延長11回を15奪三振。延長回までの毎回奪三振は日本プロ野球初[13]
- 最高勝率無しでの通算勝率.6303　※2000投球回以上での歴代最高

### 背番号
- 18 （1939年 - 1943年、1946年 - 1953年）
- 1 （1954年）
- 55 （1955年 - 1956年）
- 52 （1957年 - 1961年）
- 30 （1962年 - 1966年）
- 62 （1969年 - 1973年）
- 67 （1979年 - 1985年）

## 演じた俳優
- 太賀 - 「1942年のプレイボール」（NHK総合「土曜ドラマスペシャル」、2017年8月12日[14]）